# Yo auxiliar
Un yo auxiliar, o simplemente auxiliar, es una posición tomada por uno o más participantes durante un juego de roles o psicodrama, para recrear situaciones particulares de otros protagonistas. También es descrito como "la representación de ausencias, individuos, delirios, símbolos, ideales, animales y objetos" que hacen al mundo del protagonista sentirlo más real y tangible.

## Dispositivo
Como el juego de roles puede incluir más de un protagonista, cada uno puede estar intercambiando el papel del yo auxiliar a medida que la dramatización avanza hacia nuevas situaciones. El director de este dispositivo, normalmente un psicoterapeuta, también puede intervenir como yo auxiliar cuando los participantes son protagonistas. Esto resulta crucial ya que el comportamiento del yo auxiliar genera mayor inmersión en la escena.
El yo auxiliar también se utiliza como técnica psicoterapéutica, ofreciendo una forma de trabajar problemas personales en conflicto con situaciones interpersonales. Una persona asume el papel de otra y actúa como si fuera esa persona. En el proceso, la vida de un protagonista (pasado, presente, futuro) puede recrearse con otros en el grupo asumiendo roles que enriquezcan la sesión de psicodrama. Los miembros del grupo no requieren necesariamente capacitación; con el deseo de colaborar es suficiente.

## En niños
Para los bebés, el yo auxiliar es provisto preferentemente por la madre, que a menudo es capaz de anticipar sus necesidades y consolidar su desarrollo. Desde el psicoanálisis se sostiene que las niñeras pueden proporcionar a los bebés un yo auxiliar, ya que podría mejorar en ellos su capacidad de supervivencia. Esto se le atribuye a la idea de que el yo puede enriquecerse con la experiencia, ayudando a dar forma a la organización psíquica del niño y lograr un desarrollo óptimo.